# Frederic Erdozaín i Pons
Frederic Erdozaín i Pons (Maó, 21 de març de 1908 – 30 de gener de 1961) va ser un actor, poeta i dramaturg menorquí. La seva obra més famosa, esdevinguda referent del teatre popular menorquí, és L'amo en Xec de s'Ullastrar (1960), adaptació teatral d'una coneguda novel·leta costumista d'Àngel Ruiz i Pablo. Va ser membre de l'Orfeó Maonès.

## Biografia
Era fill d'Anna Pons Taltavull, una fornellera de 21 anys que l'havia tingut fadrina com a resultat d'una relació amb Ceferino Erdozaín Elizalde, sergent d'infanteria navarrès destinat a Menorca d'ençà el 1908 (a Maó i as Mercadal). Malgrat que el pare biològic va atorgar-li el llinatge, no va exercir de pare i, de fet, poc després del naixement va ser destinat a Las Palmas de Gran Canària, on formà una família oficialment reconeguda sense parlar del fill menorquí. Aquest fet va marcar profundament el seu tarannà. Se sap que el pare va tornar a Maó el 23 de juny de 1920, quan Frederic tenia 12 anys, però no se sap si va comparèixer davant la seva antiga amant i fill.
Fos com fos, Anna Pons Taltavull (sa mare), el petit fill i Margarita Pons Taltavull (tia per part de mare) se van instal·lar el 1911 al carrer de Sant Sebastià 19 de Maó, una zona humil coneguda per la densitat de cases que s'empraven com a prostíbuls.
Rebé tot just l'educació bàsica a l'escola de Mateu Fontirroig, situada a l'actual plaça Reial de Maó. El 1922, als 14 anys, però, acut a l'Acadèmia de Sant Estanislau de Kotska, un club catòlic creat pel capellà Antoni Marquès, que impulsava una companyia teatral de drames i sarsueles. El local se situava prop de la seva llar, al carrer de Santa Anna (on posteriorment el temps hi hauria el cinema Alcázar). Aquesta va ser la seva primera formació en el món del teatre. En passar uns anys, el 1926, va ingressar en la companyia de teatre Plus Ultra, fundada per l'actor Jesús Nieto.
Aquesta etapa quedarà truncada pel servei militar. Hi ha qui diu que es va presentar voluntari al quarter d'infanteria de s'Esplanda de Maó. D'altres, però, afirmen que va ser destinat a Àfrica i que va aprofitar un permís a Menorca per no tornar-hi, motiu pel qual hauria estat declarat pròfug fins que el seu entorn l'hagués convençut de tornar.
Devers el 1929 o el 1930, convenç a la seva mare i tia de traslladar-se a Barcelona per provar sort com a actor. Les dades d'aquest període no són ara per ara gens clares. Sembla que malgrat haver fet teatre amb alguna companyia, es guanyava la vida en el cos de "grisos" (policia d'assalt) d'una comissaria situada a la part baixa de les Rambles de Barcelona.
Un altre problema biogràfic és la seva situació en esclatar la Guerra d'Espanya. El periodista Toni Seguí Pons afirma que el 24 al 26 de desembre de 1936 feia de Dimoni als Pastorells, paper que és sabut que també va interpretar posteriorment. El seu entorn parlava sobre un exili a França i una detenció en un camp de concentració a Salamanca.
Sigui com sigui, sembla que la família havia venut la casa en què s'havien instal·lat abans de traslladar-se a Barcelona, perquè en tornar s'estableixen en pisos de lloguer al voltant de la Plaça de Sant Roc de Maó. En tot cas, en tornar va incorporar-se al grup teatral de l'Orfeó Maonès, amb què participaria fins a la seva mort. És justament en tornar quan es daten les seves primeres obres: així, l'autògraf d'Una estrella dins el mar està signada a Maó el 1942, encara que malauradament només les obres en castellà tindran representació pública.
El 9 de febrer de 1944, estrena al Teatre Principal de Maó La Hidalga, una sarsuela en castellà amb música del mestre Jaume Calafat Gonzaga. La data no és innocent, ja que coincideix amb les celebracions per part del bàndol feixista de la presa de Menorca el 9 de febrer de 1939, i la temàtica i la llengua s'adeqüen a aquesta nova època. D'aquesta obra en surt una una cançò que s'ha fet popularíssima (també fora de Menorca, en els repertoris mariners i de taverna), «Yo no sé, no sé», també coneguda com «El amor es como el vino», que ha acabat tenint també una lletra en català «Na Joana és una dona». És mostra d'aquesta popularitat els diferents enregistraments existents, començant per una del 1948. El mateix any de 1944, també va estrenar, a instàncies de la Mutualitat Maonesa, El descubrimiento de América, una peça còmica basada en l'arribada hispànica a Amèrica, una vegada més en sintonia de l'estètica del Règim.
Malgrat que és un personatge popular, Frederic Erdozaín viu de forma molt precària. Després d'una etapa com a netejador de submarins a la base naval de Maó, treballa a l'argenteria de Pedro Massa, situada al carrer de Sant Ferran de Maó. La seva salut, però, no és gaire bona i es veu agreujada pels productes químics de la feina i el tabac. A començaments dels anys cinquanta, ingressa a Caubet (Bunyola) afectat de tuberculosi. S'hi està fins a finals de 1953, però no torna a treballar a l'argenteria, sinó que viurà de fer d'agent comercial per un majorista de queviures.

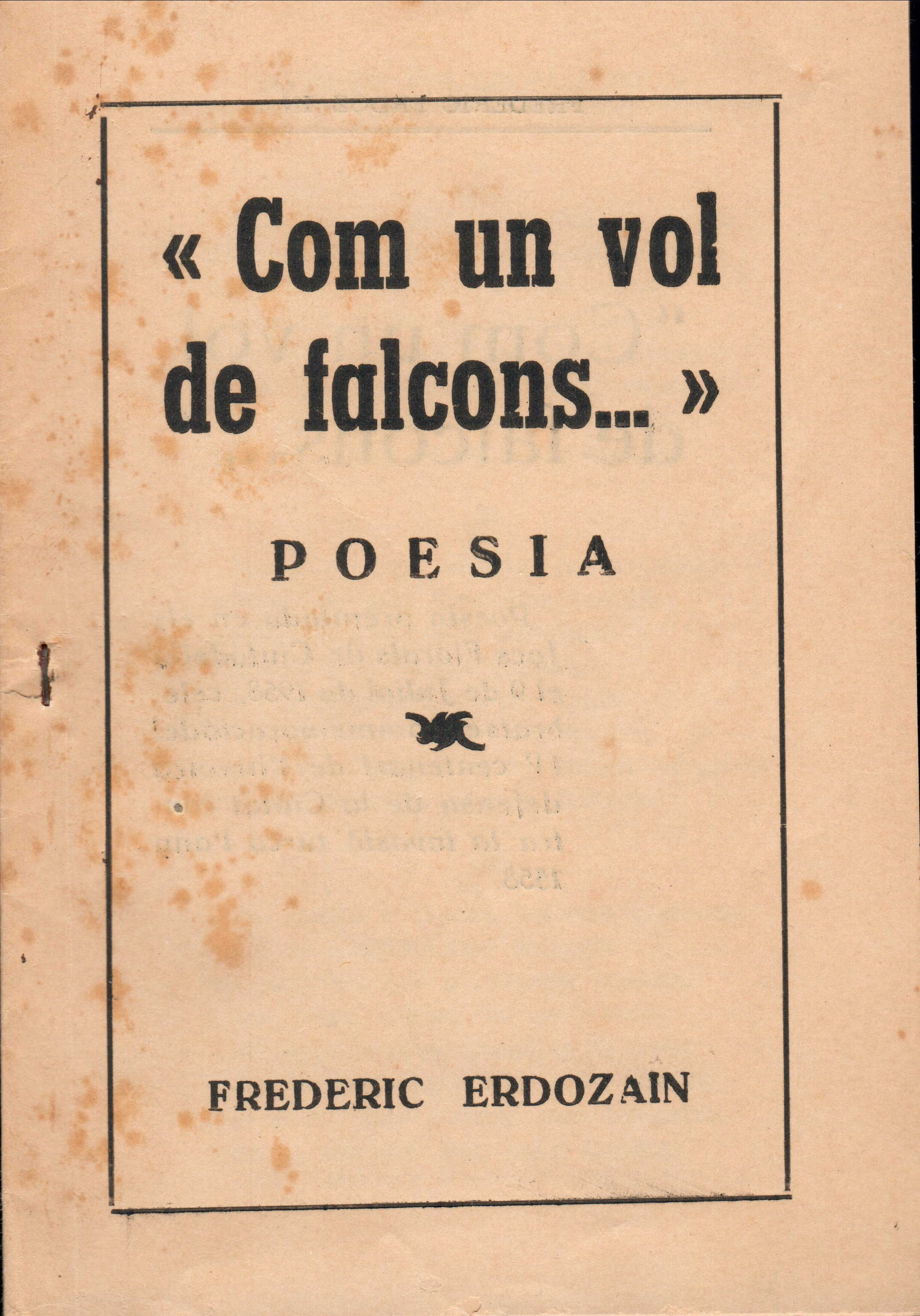
Com un vol de falcons..., poema amb què Frederic Erdozaín i Pons va guanyar la flor natural als Jocs Florals del 9 de juliol de Ciutadella el 1958. Va ser publicat per Editorial Menorca a Maó el 1958.

En recuperar-se comença una etapa de gran visibilitat social, tot i que els seus problemes econòmics no s'acaben. El 1954 estrena la comèdia policíaca El fracaso del inspector Pink i comença a escriure el llibret de l'opereta Viatge Reial (musicada per Deseado Mercadal) i la comèdia radiofònica Un rufián que ni de encargo, seguint l'estètica de la capa i espasa. La seva consagració pública com a versificador, però, ve donada per la victòria en certàmens poètics promoguts per les institucions locals. El 1957 guanya un accèssit del primer premi (per valor de 1.000 pessetes) en el Certament Literario Castellano-Menorquín organitzat per l'Ajuntament des Mercadal, amb les «Cobles a la Mare de Déu del Toro» (el vencedor va ser Antoni Moll Camps, encara prevere, amb «Les roses blanques de la Mare de Déu del Toro»). La temàtica, allunyada del pensament d'un anticlerical declarat com Erdozaín, mostra la necessitat de guanyar doblers. Ho intenta també als Jocs Florals del 9 de juliol de Ciutadella el 1958, amb «Com un vol de falcons» i hi obtingué la flor natural (n'era president del jurat Francesc de Borja Moll). La seva poesia «Septimini d'amor» aparegué publicada en el monogràfic «Homenatge a Menorca» de la revista mallorquina Ponent (1960).
Seria també en una convocatòria pública en què obtindria la fama definitivament. El 1960 Radio Popular de Menorca va convocar un premi a la millor adaptació teatral del «Viatge tràgic de l'amo en Xesc de s'Uastrà» d'Àngel Ruiz i Pablo, la de Frederic Erdozaín Pons en va sortir victoriosa amb un premi de 5.000 pessetes. És reconegut i se succeeixen els homenatges. L'any 1961 havia de ser un gran any, que començaria amb l'estrena de L'amo en Xec de s'Ullastrar el 6 de febrer, com a preàmbul una vegada més de les festes de la victòria feixista, al teatre de l'O.A.R. de Ciutadella. Tanmateix, va ser ingressat a l'hospital per ser intervingut de pròstata el 28 de gener. L'operació va anar bé, però enmig d'una crisi nerviosa posterior es va arrabassar el drenatge i en derivà una greu hemorràgia que va provocar la seva mort el 30 de gener. Així doncs, l'estrena de l'obra esdevindria un homenatge pòstum. Malgrat que l'autor no ho pogué gaudir, esdevingué un èxit absolut que feu ruta per diferents pobles de Menorca i va ser representada també a l'Orfeó Gracienc de Barcelona. Avui en dia és un clàssic del repertori popular menorquí.
En morir es van publicar un parell d'opuscles amb les seves composicions i el 1974 també Edicions Nura publicà L'amo en Xec de s'Ullastrar i al 2000 Viatge reial, encara que malauradament el gruix de la seva obra roman inèdita. El 1989, el Consell Insular de Menorca va establir el «Premi de Poesia Frederic Erdozaín». Sense que tingués continuïtat, en va ser el primer Antoni Moll Camps amb Finestra dels dies. El dia 10 de juliol de 2021 la Secció de Llengua i Literatura de l'Institut Menorquí d'Estudis, amb la col·laboració del Consell Insular de Menorca li va dedicar una jornada d'estudi i homenatge a Maó.

## Obra
L'obra conservada de Frederic Erdozaín es va produir tota ella després de la Guerra d'Espanya i en dues llengües, català i castellà. Si bé les obres en castellà són les que el context sociopolític del Règim li permeteren tenir certa visibilitat pública, per adherir-se lingüísticament i temàtica al gust del Règim, la crítica ha considerat de qualitat superior la producció catalana, la major part de la qual roman inèdita. Fèlix Duran i Cañameres, figura clau per a la recuperació de la tradició teatral menorquina des de la Il·lustració fins a la primera postguerra en destaca la vàlua d'Una estrella dins el mar: «Si en la dramàtica menorquina Els pledejadors és el millor de la comèdia i Pirates i bandejads el drama amb més acció i interès, Una estrella dins la mar és la peça més poèticament versificada». Val a dir que tant en el teatre com en la poesia va escriure exclusivament en vers. Hi ha testimonis que refereixen que Frederic Erdozaín escrivia sovint poemes circumstancials pel seu entorn d'amistats, però tot just se n'ha publicat un el «Septimini d'amor». Seguidament es fa una relació de les obres que se'n coneixen.

### En català

#### Teatre
- Una estrella dins el mar (1942), obra inèdita però estrenada per l'Orfeó Maonès el 8 d'octubre de 2010.[14] L'escena s'esdevé al port de Ciutadella i a un lloc del camp i té una forta influència de El cafè de la marina de Josep Maria de Sagarra.
- Margaria passeja per un jardí (sense data, probablement de començaments dels cinquanta), obra inèdita. La trama, que s'esdevé en un indret que recorda Ciutadella, és una singular síntesi de l'estètica proposada per Santiago Rusiñol a Jardí abandonat i el gènere policíac que tan triomfava a la postguerra espanyola.
- Viatge reial (1959), llibret d'una opereta musicada per Deseado Mercadal. Ficció humorística i paròdica de la visita històrica de la reina Isabel II d'Espanya a Maó el mes de setembre de l'any 1860. L'obra va ser estrenada per l'Orfeó Maonès el 25 de gener de 1986 al Teatre Principal de Maó i, posteriorment, publicada per Edicions Nura l'any 2000.[15]
- L'amo en Xec de s'Ullastrar (1960), adaptació teatral del «Viatge tràgic de l'amo en Xesc de s'Uastrà» d'Àngel Ruiz i Pablo i premi «Ràdio Popular de Menorca 1960». Estrenada el 6 de febrer de 1961 al teatre de l'O.A.R. de Ciutadella. L'obra va ser publicada el 1974[16] i el 1992[17] per Edicions Nura.

#### Poesia
- «Cobles a la Mare de Déu del Toro» (1957), poesia que obtingué l'accèsit al primer premi del Certament Literario Castellano-Menorquín des Mercadal de 1957. L'obra fou publicada el 1961 en el recull titulat Poesias que fueron premiadas en el I Certamen Literario Castellano-Menorquín[18] i dins de l'homenatge pòstum Poesías de Federico Erdozaín Pons.[19]
- «Com un vol de falcons...» (1958), poesia que obtingué la flor natural en els Jocs Florals del 9 de juliol de Ciutadella el 1958. Va ser publicada autònomament el 1960 i també el 1961 dins de l'homenatge pòstum Poesías de Federico Erdozaín Pons.[20]
- «Septimini d'amor» (sense data), poesia de circumstància feta per les noces d'uns amics. Va ser publicada de forma fragmentària el 1960 en el monogràfic «Homenatge a Menorca» de la revista mallorquina Ponent[21] i el 1961 dins de l'homenatge pòstum Poesías de Federico Erdozaín Pons.[22]
- «Cançoneta», poema inèdit documentat pel programa de l'homenatge pòstum de l'Orfeò Maonès, el dia 19 de febrer de 1961.

### En castellà

#### Teatre
- La hidalga (1944), llibret de la sarsuela composta per Jaume Calafat Gonzaga, fou estrenada el 9 de febrer de 1944. Roman inèdita, tret del fragment popularitzat «Yo no sé, no sé».[6]
- El descubrimiento de América o el gesto de Larraza (1944), obra còmica impulsada per la Mutualitat Maonesa i que s'ambienta en el descobriment hispànic d'Amèrica. L'obra roman inèdita.
- El fracaso del Inspector Pink (1954), obra policíaca estrenada per l'Orfeó Maonès el 25 de maig de 1954. L'obra roman inèdita.
- Un rufián que ni de encargo (1956-1960), comèdia radiofònica ambientada en una contrada de Castella - la Manxa sota el regnat de Felip IV de Castella. L'obra roman inèdita.

#### Poesia
- Romances. Caballerescos. Moriscos. Amatorios. Recopilació de sis romanços («¡Comunidad y Castilla!. Romance caballeresco», «Del Romancero. Romance caballeresco», «Romance de Abenamir. Romance morisco», «Abenzaide y Jimena. Romance morisco», «Promesa. Romance amatorio» i «A Marta. Romance amatorio») sense data específica apareguda el 1961 dins de l'homenatge pòstum Poesías de Federico Erdozaín Pons.[23]
- «Duerme. Canción de cuna», poema sense data aparegut el 1961 dins de l'homenatge pòstum Poesías de Federico Erdozaín Pons.[24]
- «La Hermana de la Caridad», poema inèdit documentat pel programa de l'homenatge pòstum de l'Orfeò Maonès, el dia 19 de febrer de 1961.
- «Atardecer en la plazuela», poema inèdit documentat pel programa de l'homenatge pòstum de l'Orfeò Maonès, el dia 19 de febrer de 1961.
- «Jarifa», poema inèdit documentat pel programa de l'homenatge pòstum de l'Orfeò Maonès, el dia 19 de febrer de 1961.
- «Sancho Acuña», poema inèdit documentat pel programa de l'homenatge pòstum de l'Orfeò Maonès, el dia 19 de febrer de 1961.